# Medetera cimbebasia
Medetera cimbebasia är en tvåvingeart som beskrevs av Grichanov 2000. Medetera cimbebasia ingår i släktet Medetera och familjen styltflugor.
Artens utbredningsområde är Namibia. Inga underarter finns listade i Catalogue of Life.